# 미법도
미법도(彌法島)는 인천광역시 강화군 삼산면 미법도리에 위치한 인천광역시의 섬이다. 서검도와 석모도의 중간 지점에 위치하여 있다. 이 섬은 조선민주주의인민공화국과 가깝기 때문에 강화군에서 생활비를 지원하고 있다. 하지만 이 섬은 1976년부터 1983년까지 주민들이 총 다섯차례나 간첩으로 몰렸던 아픔을 간직한 섬이기도 하다. 미법도는 조선민주주의인민공화국과 9km 정도 떨어져 있기 때문에 서해 5도보다 조선민주주의인민공화국에 더 가까운 섬이다.

## 같이 보기
- 서검도
- 말도
- 볼음도
- 주문도
- 아차도